# Callisia cordifolia
Callisia cordifolia är en himmelsblomsväxtart som först beskrevs av Olof Swartz, och fick sitt nu gällande namn av Andiers. och Robert Everard Woodson. Callisia cordifolia ingår i släktet sköldpaddstuvor, och familjen himmelsblomsväxter. Inga underarter finns listade.